# 王與襄
王與襄（？年—1677年？），字龙师，山東新城縣（今桓臺縣）人，清朝初年政治人物。

## 生平
順治十六年（1659年）己亥科進士，康熙八年（1669年）任廣東長樂縣（今五华县）知縣，政績卓著，調任京官。未及成行，遇尚之信叛清，不受其職，遂遇害。